# Ferrari 575 Superamerica
De Ferrari Superamerica is de open variant van de Ferrari 575M Maranello. Ook van de Ferrari 550 Maranello was al eens een open variant, namelijk de 550 Barchetta. Is de 575M (van modificata) slechts een verbeterde versie van de 550 Maranello en zijn de uiterlijke verschillen klein, de Superamerica lijkt maar weinig op de 550 Barchetta. De oude spyder had nog een conservatieve dak constructie, de nieuwe heeft een zogenoemd Revocromico dak. Dit dak, gepatenteerd door Fioravanti, is enig in zijn soort. Het principe is simpel: Het glazen dak schaniert bij de c-stijl waardoor het dak in open toestand plat achter op de kofferbak ligt. Het is dus ook niet een echte spyder, maar meer een bijzonder soort targa.
Technisch is de Superamerica vrijwel gelijk, al heeft de Superamerica door een aangepast uitlaatsysteem 540 pk (de 575 komt tot 515 pk). De topsnelheid van de exclusieve cabrio ligt op 320 km/u.
Het is niet de eerste keer dat Ferrari de naam Superamerica gebruikt. In de jaren 50 en 60 was dit de benaming voor uiterst exclusieve en snelle versies van Ferrari. Deze hadden dan ook niet de 3 liter v12 aan boord maar vaak opgevoerde v12's met meestal een cilinderinhoud van rond de 5 liter.